# Almquist Shell
Almquist Shell（アルムクィスト シェル、ash）は、Kenneth Almquistが最初の版をSVR4用に書いたUnixシェルである。現在は、高速かつ小型で、POSIXによる/bin/shへの要求を満たすBourne Shellの代替として良く広まっている。もともとは、Almquistが行エディタやコマンド履歴といった機能は端末ドライバで実現すべきと考えていたため、そういった入力機能を持っていなかったが、現在はemacsモードとviモードを持った入力機能を備えている。
*BSDをはじめ多くのシステムで/bin/shとして使われている。Linuxディストリビューションでは/bin/shがbashであることも多いが、組み込みLinuxでは軽さのためashがよく使われている。また、Debianではashを元にしたDebian Almquist shell (dash) が使われている。
ソースコードは、現状では共通で唯一のupstreamのようなものはなく、各プロジェクトでのフォーク版が各プロジェクトのリポジトリで管理されている。
Slackware の ash パッケージ情報には以下の記述がある（試訳）:
ash (Kenneth Almquist's ash shell)
軽量（92K）なBourne互換シェル。メモリが少ないマシンには最適だが、bash、tcsh、zsh などが持つ拡張機能を持たない。ほとんどのシェルスクリプトを Bourne Shell 互換に実行する。ただし、Linux 上のスクリプトは bash 固有の文法を使っていることが多いようなので注意が必要。Slackware のセットアップスクリプトは例外であり、インストールディスク上では ash を使っている。NetBSD は ash を /bin/sh として使っている。